# 호상철광층
호상철광층( 縞狀鐵鑛層, Banded Iron Formation)은 바다속 용해 철 이온이 산소와 반응하여 산화철로 변하여 대량으로 침전한 철광을 말한다. 15% 이상의 철과 옥, 석영 층으로 이루어져 있으며 얇은 띠 모양이나 겹침층으로 이루어져 있다.

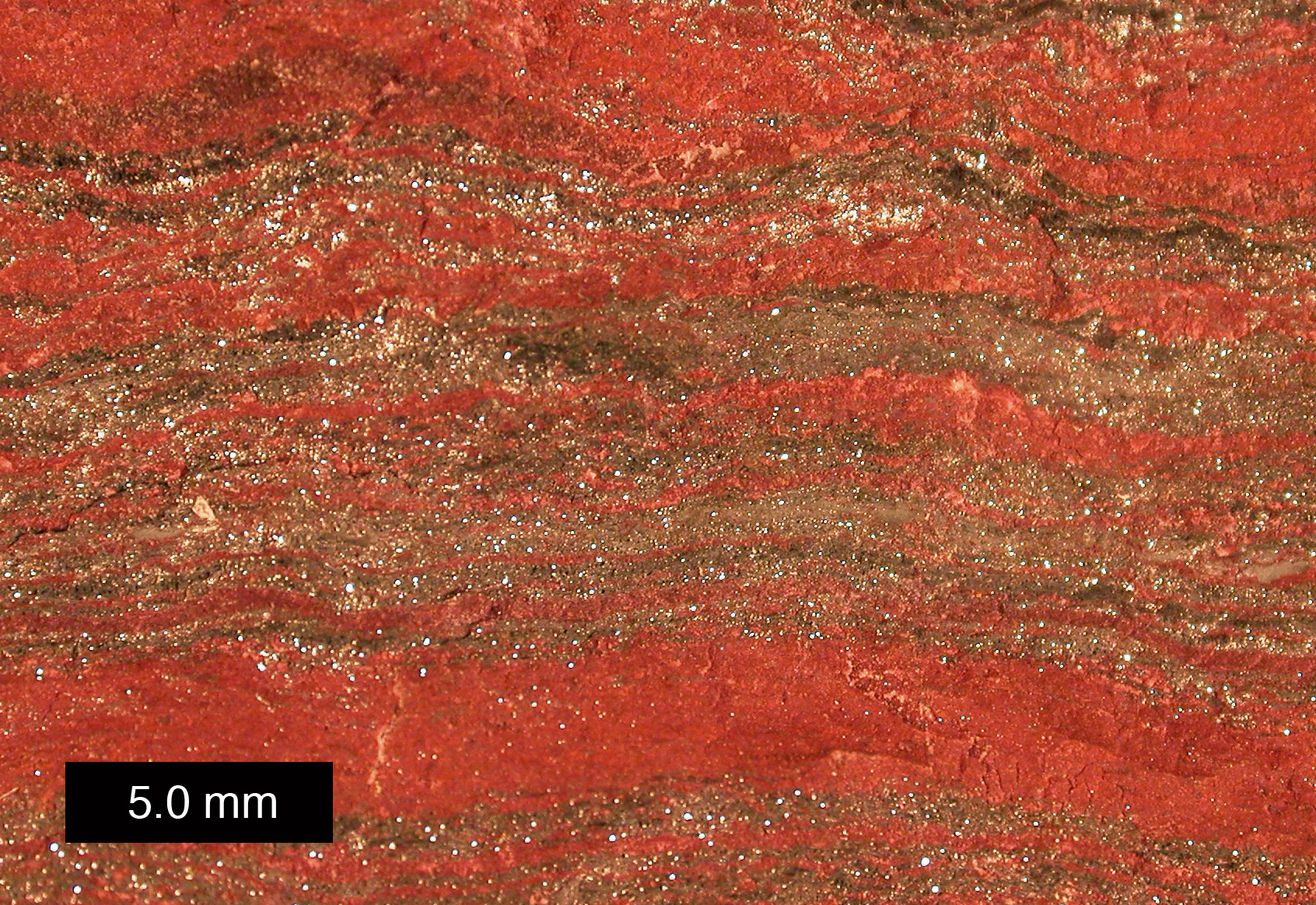

그것들은 두께가 수백 미터까지 이를 수 있고, 옆으로 몇 백 킬로미터까지 뻗어 있을 수 있다. 이들 대부분의 암석층은 선캄브리아기의 것이고, 지구 바다의 산소화를 기록하는 것으로 여겨진다. 약 3억7000만년 전에 형성된 지구에서 가장 오래된 암석층 중 일부는 띠철석층과 관련이 있다.
붕대 모양의 철은 광합성을 하는 남세균에 의해 산소가 생성되어 바닷물 속에서 형성된 것으로 생각된다. 산소는 지구의 바다에 녹아 있는 철과 결합하여 불용성의 철산화물을 만들고, 이것이 침전되어 바다 바닥에 얇은 층을 형성한다. 각각의 띠는 산소 생성의 주기적인 변화에 의해 생기는 바브와 같다.
호상철광층은 1844년 미시간 북부에서 처음 발견되었다. 호상철광층은 전 세계 철광 매장량의 60% 이상을 차지하며 현재 채굴되는 철광석의 대부분을 제공한다. 대부분의 호상철광층은 호주, 브라질, 캐나다, 인도, 러시아, 남아프리카, 우크라이나, 미국에서 발견된다.